# Apple Park
Apple Park is het hoofdkantoor van het Amerikaans elektronicabedrijf Apple Inc. aan 1 Apple Park Way in Cupertino (Californië). Het hoofdkantoor werd gebouwd in opdracht van Apple en werd in april 2017 in gebruik genomen. Van 1993 tot 2017 was het bedrijf gevestigd op de Apple Campus aan 1 Infinite Loop in Cupertino. 
Het bouwwerk is ontworpen door de Britse architect Norman Foster, die hierbij nauw samenwerkte met Steve Jobs. Het is vormgegeven als een grote cirkel met een omtrek van ongeveer een mijl. Door zijn opmerkelijke ontwerp en uitzonderlijke omvang heeft het de bijnaam the spaceship. De bouw kostte 5 miljard dollar. Het gebouw heeft vier verdiepingen en is zo'n 260.000 m² groot. Er werken meer dan 12.000 mensen. Het bouwwerk is ingeplant in een 71 hectare groot domein en wordt omgeven door nieuwe parknatuur.
Naast het hoofdgebouw omvat het bedrijventerrein een vrijstaand auditorium, een 9300 m² groot fitnesscentrum, een bezoekerscentrum en aparte gebouwen voor onderzoek en ontwikkeling. De site telt, bij gebrek aan verbindingen met het openbaar vervoer, 11.000 onder- en bovengrondse parkeerplaatsen.
Apple Park is een van 's werelds meest energie-efficiënte gebouwen. Op het dak zijn zonnepanelen geïnstalleerd die 17 megawatt aan vermogen kunnen opwekken, waarmee driekwart van de dagelijkse energievraag kan worden voorzien. Een andere energiebron levert 4 megawatt en is afkomstig uit biobrandstof en aardgas.